# Bāntva
Bāntva är en ort i Indien.   Den ligger i distriktet Jūnāgadh och delstaten Gujarat, i den västra delen av landet, 1 100 km sydväst om huvudstaden New Delhi. Bāntva ligger 26 meter över havet och antalet invånare är 15 051.
Terrängen runt Bāntva är mycket platt, och sluttar västerut. Runt Bāntva är det ganska tätbefolkat, med 207 invånare per kvadratkilometer. Närmaste större samhälle är Mānāvadar, 6,5 km öster om Bāntva. Omgivningarna runt Bāntva är en mosaik av jordbruksmark och naturlig växtlighet.